# Michael Toppel
Michael Toppel (* 8. August 1957 in West-Berlin) ist ein ehemaliger deutscher Fußballspieler.

## Spielerkarriere
Michael Toppel spielte zunächst in diversen Nachwuchsmannschaften von Hertha BSC, bis ihn Kuno Klötzer vor der Saison 1978/79 in die erste Mannschaft berief. Dort debütierte Toppel beim 4:1-Heimerfolg über Eintracht Frankfurt, als er in der Schlussphase für Wolfgang Sidka eingewechselt wurde. Allerdings spielte er anschließend nur noch ein weiteres Mal. Nachdem er auch in der mit dem Abstieg beendeten Spielzeit 1979/80 nur zu zwei Einsätzen gekommen war, verließ er seine Geburtsstadt und ging in die österreichische 1. Division zum Linzer ASK. Unter Trainer Adolf Blutsch wurde Toppel dort auf Anhieb Stammspieler. Auch unter Blutschs Nachfolger Johann Kondert konnte Toppel seinen Torriecher unter Beweis stellen und wurde in der Saison 1983/84 mit 16 Toren der fünftbeste Torjäger in der höchsten österreichischen Liga. Nach Verletzungsproblemen verließ Toppel 1985 Linz. Mit insgesamt 46 Toren belegt Toppel Platz sechs in der Rangliste der erfolgreichsten Torjäger des LASK.
Für ein halbes Jahr spielte Toppel anschließend auf Leihbasis beim FC Wacker Innsbruck, wo ihm zwei Treffer in zwölf Partien gelangen.
Daraufhin ging er zu SV Alpine Donawitz. Jedoch konnte er mit seinen zwei Treffern nicht verhindern, dass Donawitz am Saisonende absteigen musste.